# Casino-Kursaal Oostende

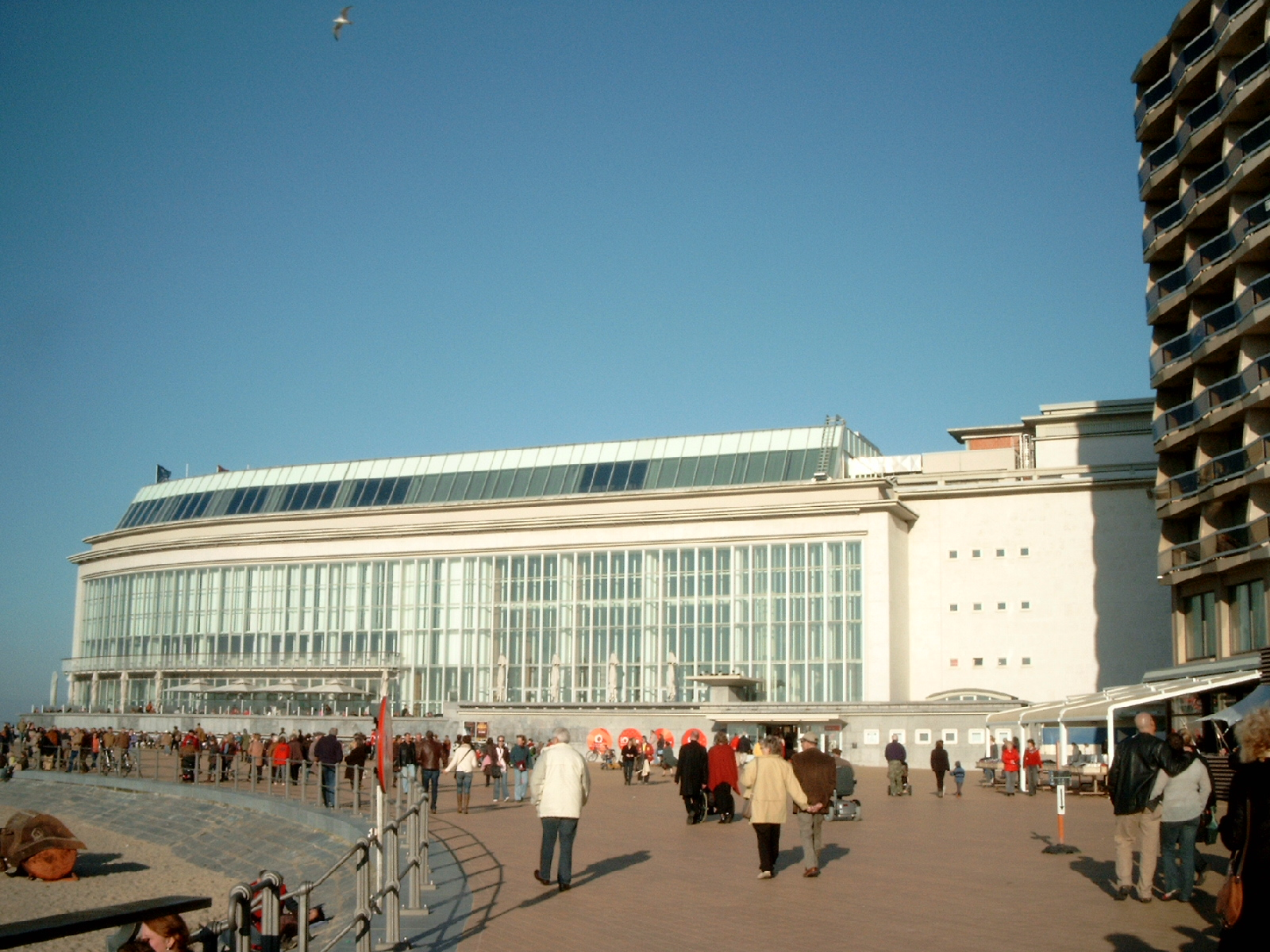
Casino-Kursaal vanaf de zeedijk

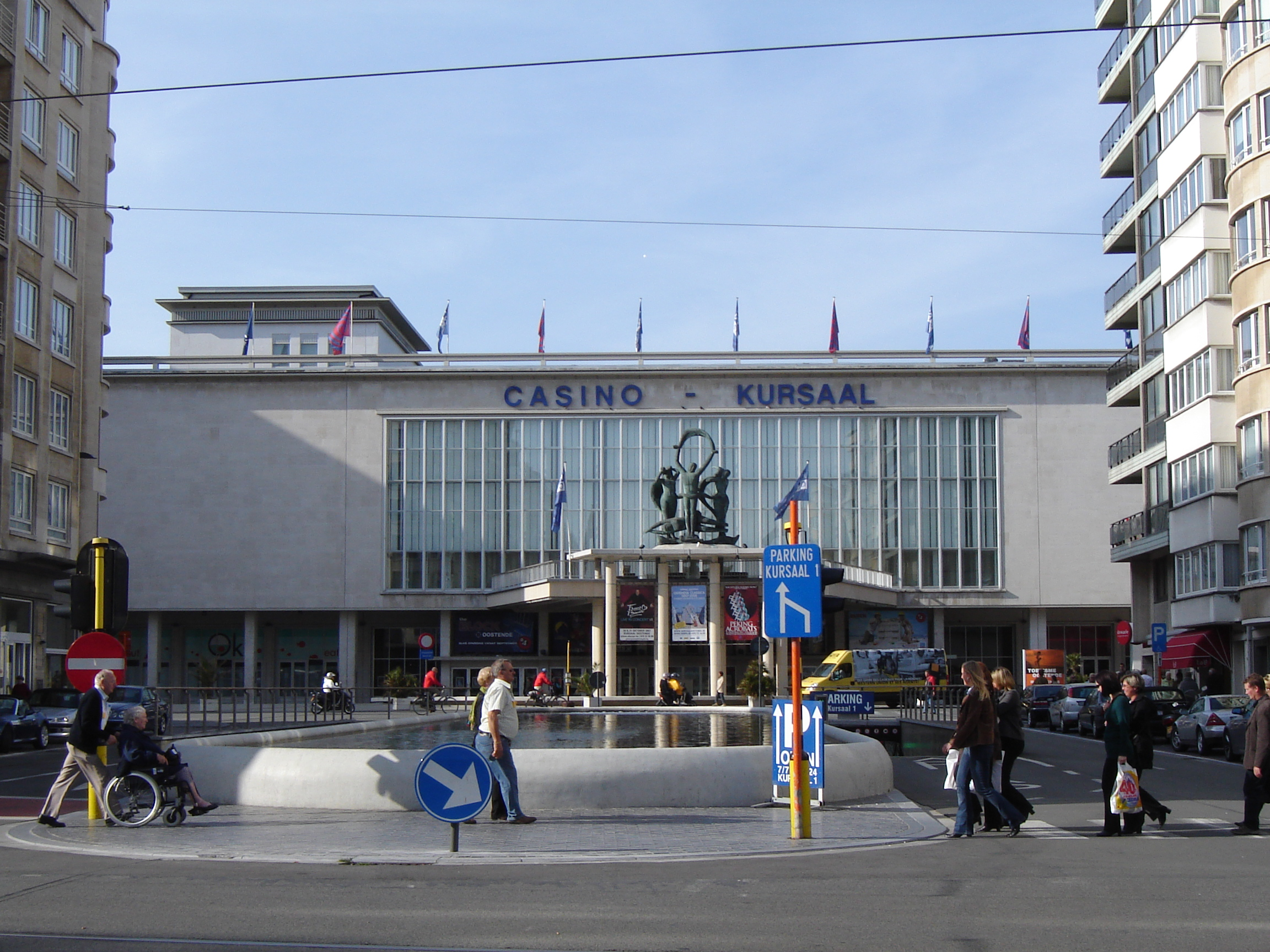
Casino-Kursaal vanaf de Leopold-II-laan

Het Casino-Kursaal of het Kursaal Oostende is een kursaal in de Belgische badstad Oostende. Het werd gebouwd in 1950 en is opgetrokken in witte portlandsteen, naar de plannen van de architect Léon Stynen. Het bevindt zich op de Zeedijk aan het uiteinde van de Leopold-II-laan. In de zuilengalerij staan de bronzen Vier Elementen van Oscar Jespers.

## Geschiedenis van het gebouw

### Eerste Kursaal

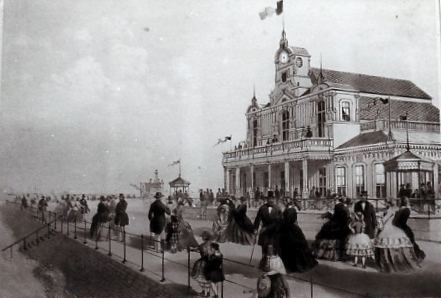
Het eerste kursaal, litho uit 1858 door H. Borremans

Al heel vroeg bezat Oostende een casino. Dit was gevestigd in het stadhuis naar plannen van de architect Tieleman Franciscus Suys (1783-1861), de hofarchitect van Willem I en Leopold I. Er was een grote zaal, die werd gebruikt voor concerten en bals. Maar reeds in 1840 werd deze zaal als te klein aangevoeld.
Er werd in 1851-1852 gebouwd aan een nieuw en volwaardig kursaalgebouw. Dit werd voltooid in 1852. Het oorspronkelijke gebouw op het Wapenplein was een initiatief van kolenhandelaar Louis Vanden Abeele, die een concessie verkreeg voor een casino. Het werd ontworpen door de vooraanstaande architect Hendrik Beyaert als een tijdelijke en gemakkelijk afbreekbare constructie, omdat Oostende toen nog een vestingstad was en de zeedijk tot het militair domein behoorde. Het luxueus gebouw was hoofdzakelijk in hout opgetrokken. Centraal stond de concert- en balzaal versierd met mozaïeken. Aan weerszijden van een vooruitspringend overdekt terras stonden zeshoekige kiosken voor openluchtconcerten overdag. Zowel het interieur getuigde van Moorse invloeden, terwijl de buitengevel eclectisch was.
Vanwege ruimtegebrek werd het Kursaal verbouwd in 1858 en 1865. In dat laatste jaar kwam er onder andere een nieuwe feest- en concertzaal met een glazen dak (ruim 800 m² groot).
In 1877 werd het gebouw afgebroken en opnieuw opgebouwd in het Franse Rozendaal, waar het nog 50 jaar dienstdeed.

### Tweede Kursaal

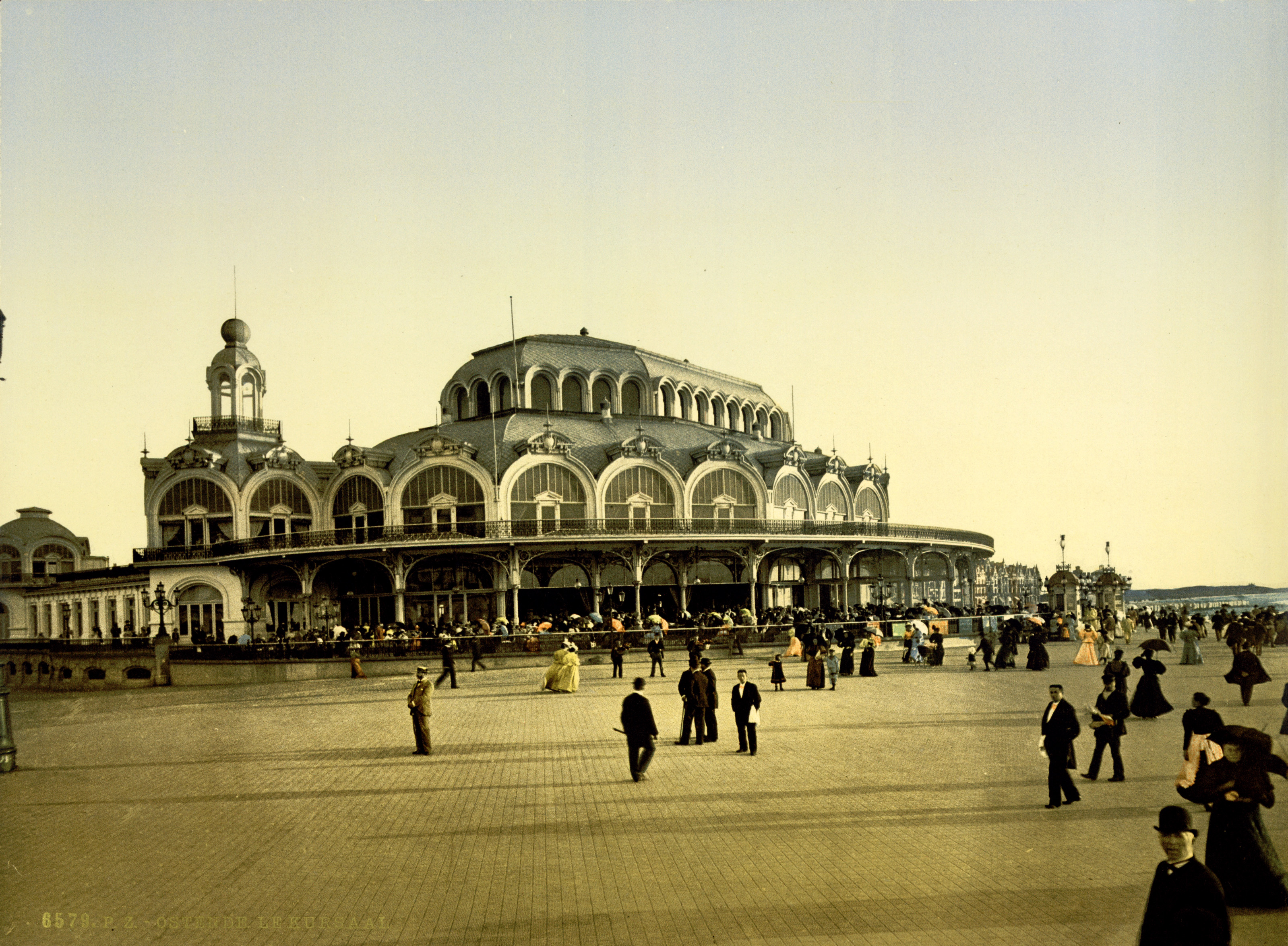
Het tweede Kursaal, vóór de aanpassingswerken (ca. 1895)

Met burgemeester Jean-Ignace Van Iseghem als initiator werd een nieuw Kursaal gebouwd aan zee. Het nieuwe Kursaal werd ontworpen door Felix Laureys (1820-1897) en Joseph Naert. Als locatie werd het westelijk uiteinde van de dijk gekozen. Deze nieuwe locatie werd vooral ingegeven door politieke beslissingen opdat hierdoor de naastgelegen gronden, die in het bezit waren van de overheid, sterk in waarde zouden stijgen. Het gebouw werd opgetrokken in een classiciserend-eclectische stijl met opnieuw veel toevoeging van glas en metaal in de ruimtes met grote overspanningen zoals de grote concertzaal. Gedurende twintig jaar grepen er hier veel concerten en recitals plaats met bekende sterren. Maar opnieuw voldeed het gebouw uiteindelijk niet meer aan de noden van de tijd.

#### Verbouwing
Om het Kursaal Oostende nog meer te laten aanspreken, werden aan het einde van 19e eeuw gedurende acht winters stapsgewijs ingrijpende verbouwingen uitgevoerd. Hiervoor werd architect Alban Chambon ingeschakeld. Tussen 1898 en 1906 werd elk jaar van de herfst tot de lente een deel van het gebouw gesloopt en heropgebouwd. Het gebouw kon dus steeds in het hoogseizoen gebruikt worden. Deze verbouwingen gebeurden in de trant van een doorgedreven eclectisme met zowel westerse als oriëntaalse kenmerken. Qua voorkomen had het eindresultaat nog slechts het grondplan gemeen met zijn voorganger.
Chambon stond een sprookjesachtig interieur voor ogen, waarbij hij veel gebruik maakte van marmer, eikenhout, graniet en mozaïek. Aan de voorzijde werd een overdekte gaanderij toegevoegd en aan de achterzijde een nieuw entreegebouw.
Het resultaat was somptueus. De trappenhal met Hindoe-versieringen en de Byzantijnse koepel waren blikvangers. Daarnaast waren er niet alleen speelzalen, maar ook een balzaal, een grote rotonde voor concerten, een lees- en correspondentiezaal en een expositiezaal.
In het interbellum gebeurden enkele kleine wijzigingen en werden er een dancing en een nachtclub toegevoegd.

#### Afbraak
In 1940 werd het Kursaal vernietigd door de Duitse bezetters. Pas in 1943 zouden ze een begin maken met de afbraak en het bouwen van een geschutsstelling en een bunkercomplex, onderdeel van hun Atlantikwall.

### Derde Kursaal
Na de oorlog werd begonnen aan de wederopbouw van het Kursaal. De Antwerpenaar Léon Stynen was de architect. Zijn modernistische ontwerp werd gekozen vanwege de grote gebogen glazen gevels aan de zeezijde. Dit ontwerp was een rechthoekig volume met een halfronde uitbouw die de bocht van de zeedijk volgt. Dit Kursaal was groter dan zijn voorganger.
Voor die tijd werden enkele vooruitstrevende bouwtechnieken gebruikt. Het gebouw bestond grotendeels uit een skelet van gewapend beton en de meeste binnen- en buitenmuren hadden geen dragende functie. Voor de raamkozijnen werd aluminium gebruikt waarbij vooral de grootte van deze kijkvenster opviel.
Het oorspronkelijke ontwerp uit 1945 werd gedurende de bouw meerdere malen aangepast tot ergernis van Stynen.
Al bij het ontwerp had Stynen rekening gehouden met de kunst die het Kursaal moest versieren. Hieronder zaten wandschilderingen en beelden van onder andere Paul Delvaux.
Ca. 1966 werd het auditorium, de grote zaal, grondig verbouwd (zitjes in "gradins", bouw van een toneeltoren) om de zaal ook geschikt te maken voor opera en toneel (functies die tot dan door de te slopen schouwburg in de Van Iseghemlaan) werden vervuld.
In 1998 werd Kursaal Oostende erkend als beschermd monument.
In 2003-2004 werd het gebouw ingrijpend gerenoveerd. De grote spektakelzaal (auditorium) kreeg een heel andere aanblik en kreeg meer dan 2.000 zitjes. Er zijn verschillende multi-functionele zalen, zoals de Delvauxzaal (versierd met een muurfresco door Paul Delvaux) met plaats voor 700 bezoekers en de erehal met plaats voor 1500 feestvierders.
Op het dak kwam een glazen constructie met restaurantfunctie.
Van oktober 2024 af wordt het auditorium terug heringericht. De hele ruimte krijgt mechanische liften die maken dat zowel de parterre van de huidige publieksruimte als het huidige podium kunnen verhoogd en verlaagd worden, en de zitjes van de parterre in de vloer kunnen verdwijnen zodat de ruimte moduleerbaar zowel kan ingericht worden als een 1.700 m² grote gelijkvloerse ruimte, voor beurzen, banketten en congressen, met vloerhoogte op het niveau van de onderzijde van het grote uitzichtraam aan de zeezijde zoals architect Leon Stynen het voor ogen had, of als een ruimte voor een staand publiek tot 3.000 personen met een podium voor grote concerten, of als een opstelling met podium en zittend publiek conform de indeling tot 2024.
De aanpassing, inclusief modernisering van backstage en Lounge Bar, heeft een gebudgetteerde kostprijs van 25 miljoen euro, waarvan 9 miljoen van de Vlaamse overheid en een half miljoen van de provincie West-Vlaanderen, en zou in augustus 2026 voltooid moeten zijn.
Het Casino Oostende -de speelzaal- is gevestigd in het Kursaal, maar staat los van de exploitatie van Kursaal Oostende.

## Concessie speelzaal
Van 2007 tot augustus 2021 had de Franse groep Partouche de concessie over de speelhal van het casino van Oostende in handen, en had in deze periode onder meer het casino van Knokke in portefeuille.
Na een juridisch debacle nam de Infiniti groep onder leiding van Jurgen De Munck de concessie over van Partouche. De looptijd van de concessie bedraagt 15 jaar en loopt dus tot 2036. De Infiniti groep betaalt jaarlijks 675.000 euro bovenop het éénmalige bedrag van 6,7 miljoen euro.

## Galerij

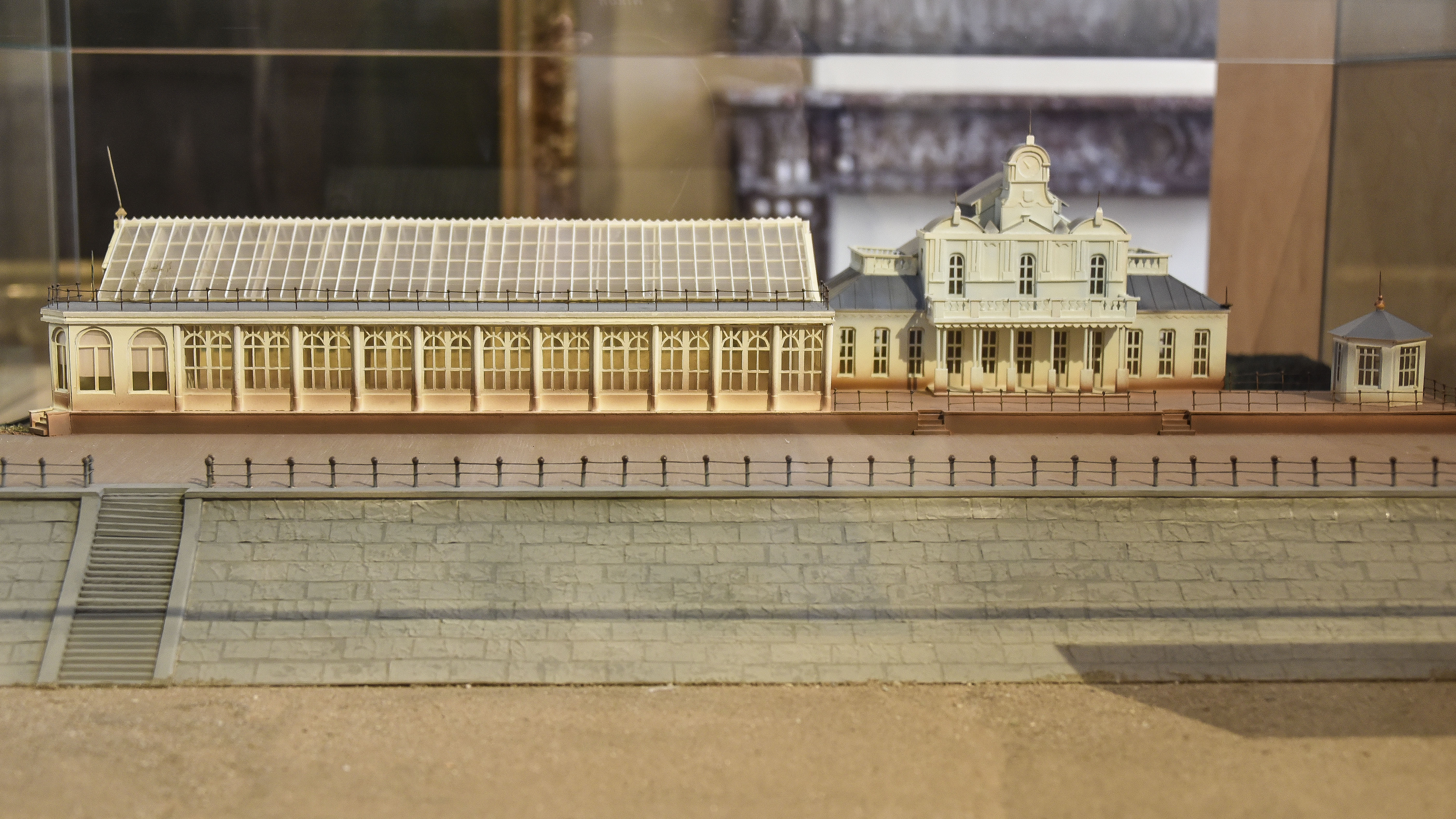
Maquette van het eerste kursaal (1852) later uitgebreid glazen en metalen constructie
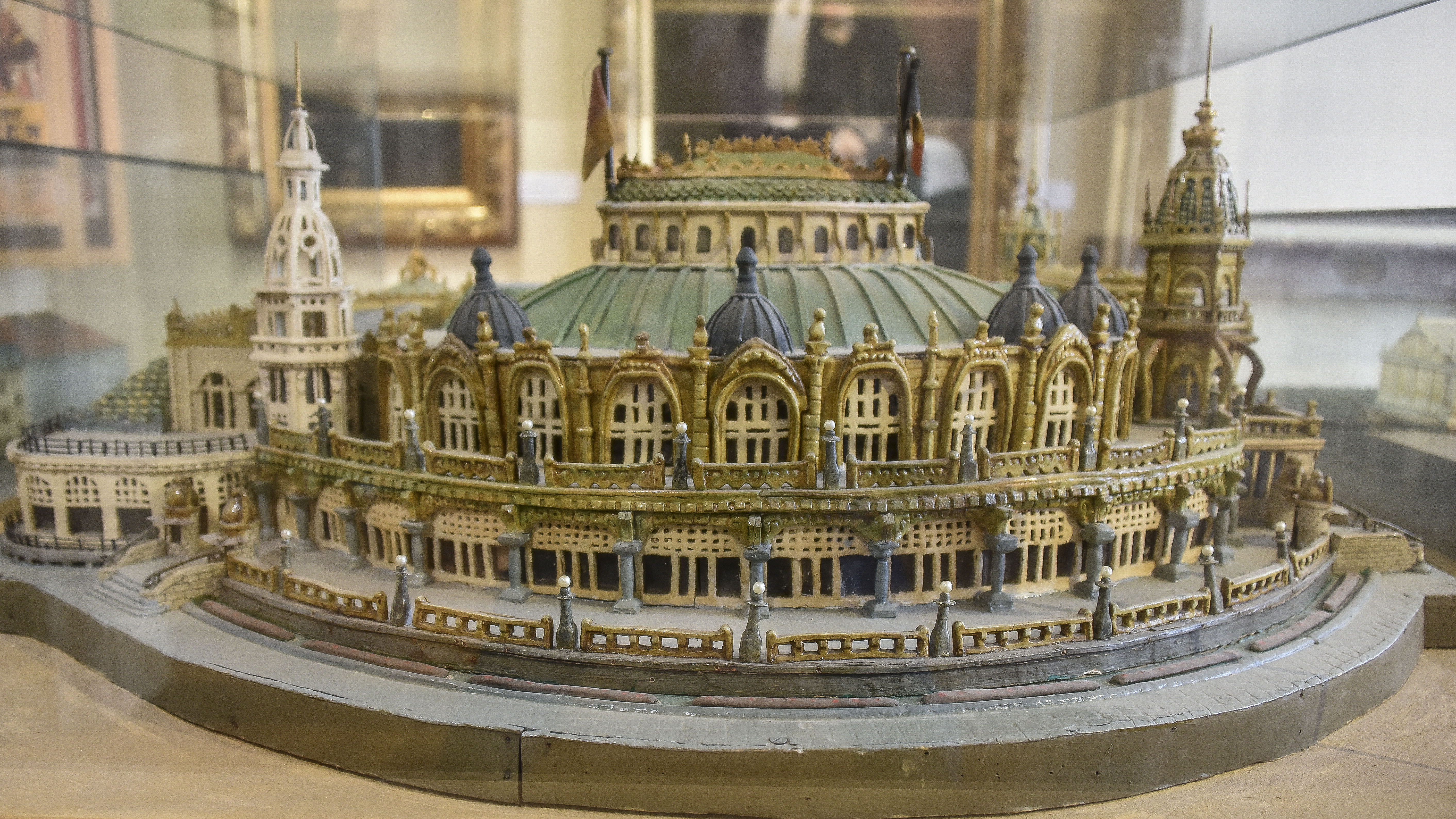
Maquette van de achterzijde van het derde kursaal
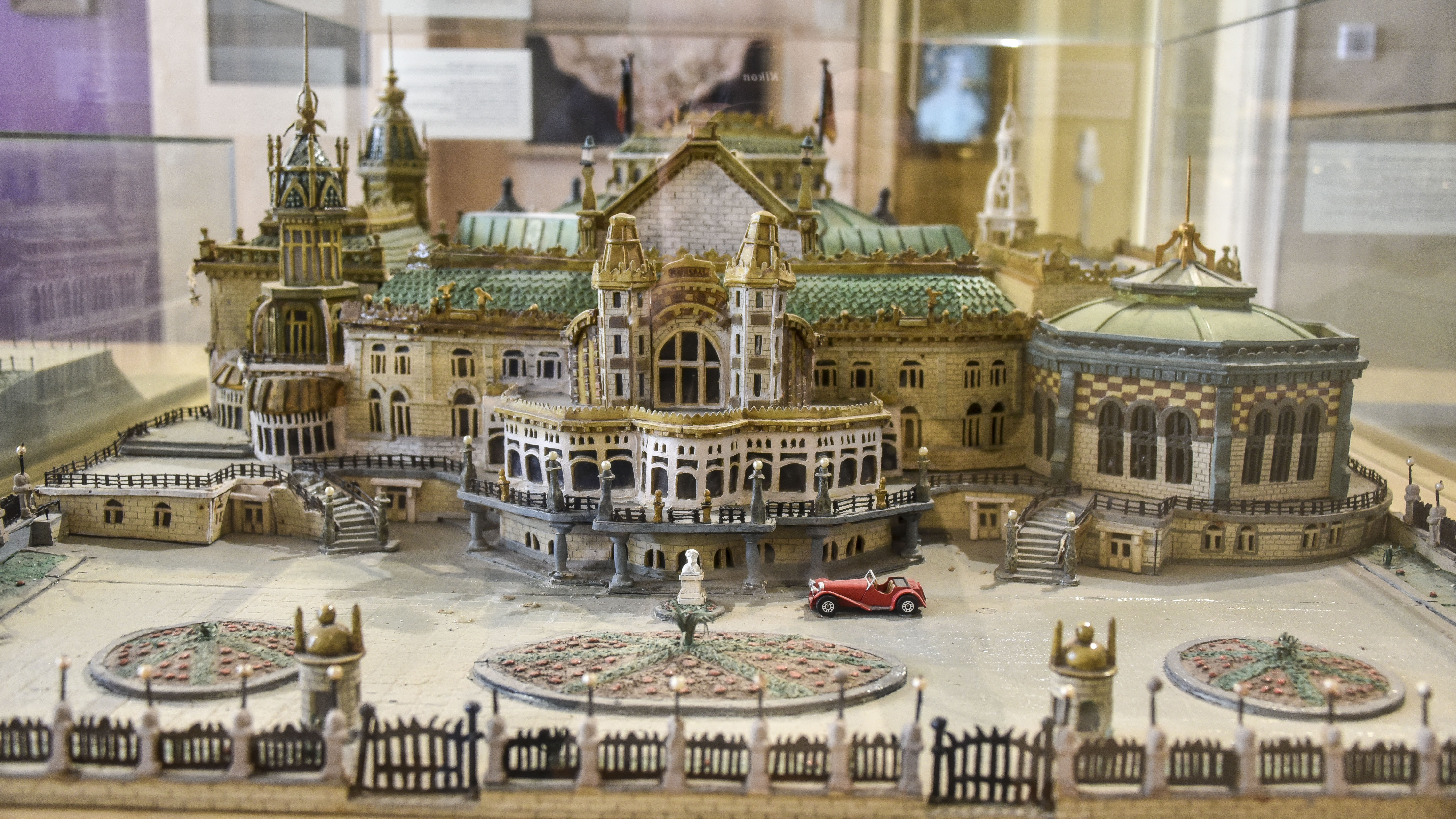
Maquette van de voorzijde van het derde kursaal